# سمك فيلية

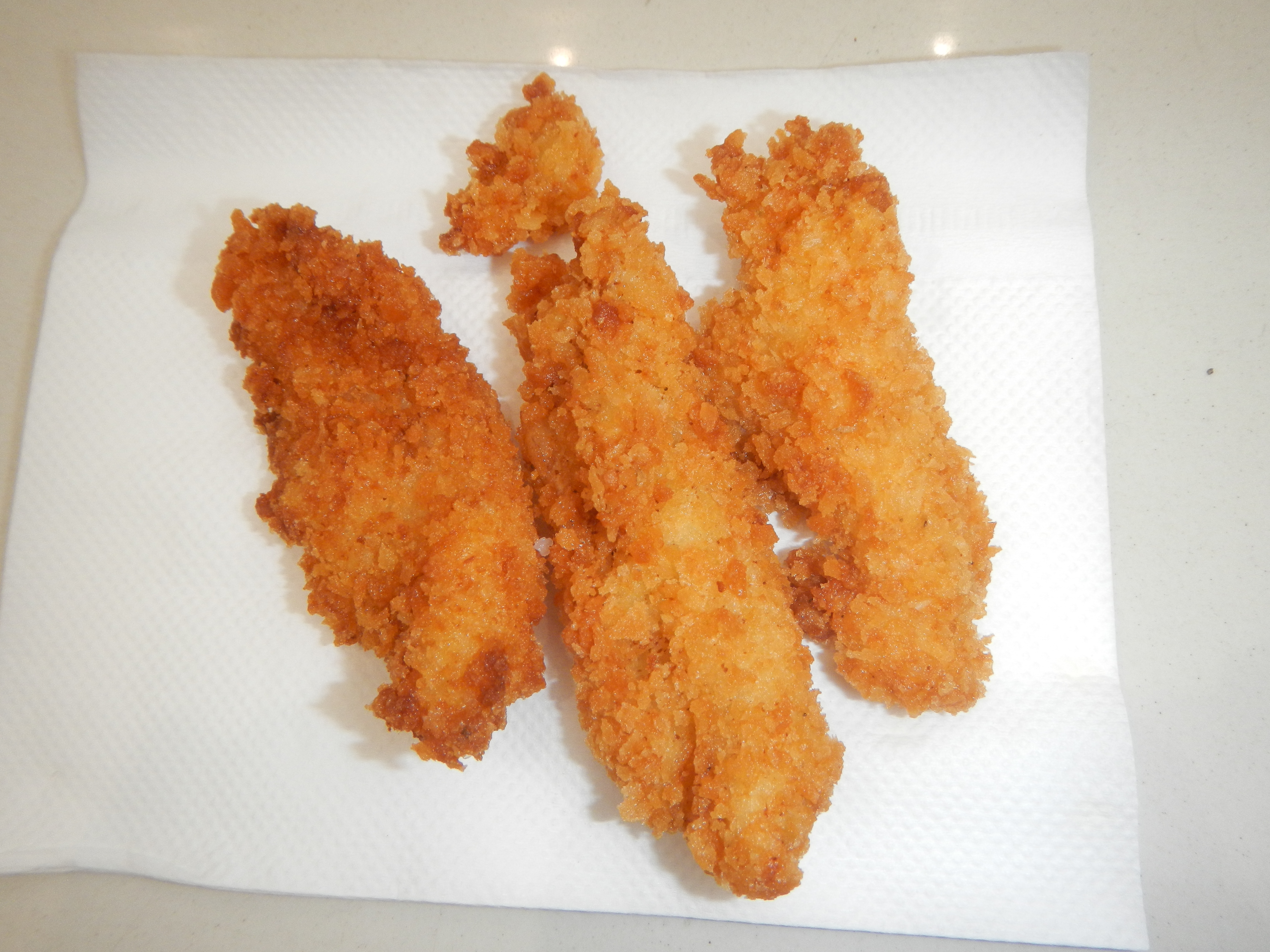
سمك فيليه

سمك فيلية (بالإنجليزية: Fish Fillet)‏ هي لحم سمك يتم قطعها أو تقطيعها بعيدًا عن العظم عن طريق القطع الطولي على طول جانب واحد من السمكة المتوازية في العمود الفقري. يجب إزالة أي قشور على السمك استعدادًا لتعبئة السمك. تحتاج محتويات المعدة أيضًا إلى فصل دقيق عن الشرائح. نظرًا لأن شرائح السمك لا تحتوي على العظام الكبيرة التي تمتد على طول الفقرات، غالبًا ما يُقال إنها «خالية من العظم». ومع ذلك، فإن بعض الأنواع، مثل الشبوط الشائع، لها عظام عضلية أصغر تسمى دبابيس داخل الشرائح. قد يتم تجريد الجلد الموجود على جانب واحد من الشرائح وقد لا يتم تجريده. يمكن إنتاج شرائح الفراشة عن طريق تقطيع الشرائح من كل جانب بطريقة تجعلها متماسكة عن طريق لحم وجلد البطن.

## التقطيع إلى شرائح

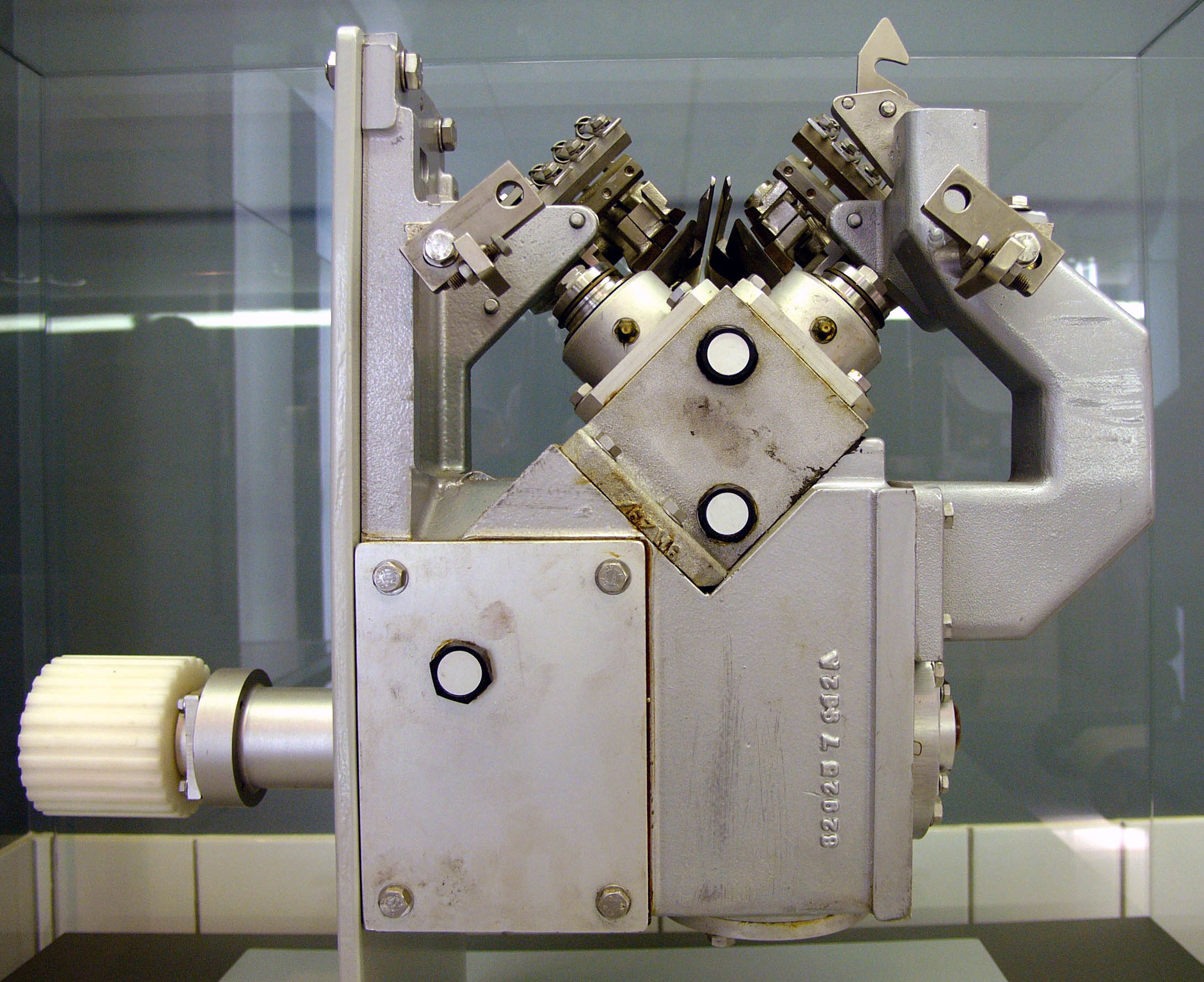
سكاكين أوتوماتيكية لشرائح السمك

تتكون شرائح السمك من لحم السمك، وهو عضلات الهيكل العظمي والدهون مقارنة بالعظام والأعضاء. عادة ما يتم الحصول على شرائح السمك عن طريق تقطيع الأسماك بشكل موازٍ للعمود الفقري، وليس بشكل عمودي على العمود الفقري كما هو الحال مع شرائح اللحم. تسمى العظام المتبقية مع اللحم المتصل «بالهيكل»، وغالبًا ما تستخدم لصنع مخزون السمك. على عكس الأسماك الكاملة أو شرائح اللحم، لا تحتوي الشرائح على العمود الفقري للأسماك؛ فهي تعطي لحمًا أقل، لكنها أسهل في الأكل.
تؤخذ شرائح القطع الخاصة من كتل كبيرة صلبة؛ وتشمل هذه قطع شرائح أو إسفين أو معين أو شكل الذيل «طبيعي». قد تكون الشرائح منزوعة الجلد أو بها قشرة؛ قد تتم إزالة عظام الدبوس وقد لا تتم إزالتها. الكتل هو شريحة كبيرة خالية من العظم من سمك الهلبوت أو سمك أبو سيف أو التونة.
هناك عدة طرق لتقطيع شرائح السمك:
- الكستلاتة: يتم الحصول عليها عن طريق التقطيع من خلف رأس السمكة، ولف البطن والانحناء نحو الذيل. ثم يتم قلب السمكة وتكرر العملية على الجانب الآخر لإنتاج شرائح مزدوجة
- مفردة: أكثر تعقيدًا من الكستليت، تنتج شريحتين منفصلتين، واحدة من كل جانب من السمك.
- القص عل شكل "J": يتم إنتاجه بنفس طريقة إنتاج شريحة واحدة ولكن تتم إزالة عظام الدبوس عن طريق قطع شكل "J" من الشريحة.

## أنواع الفيلية
ويعد سمك الفيلية أنواع كثيرة لتقديمة في الأطباق مثل.
- فيليه السمك المشوي بالصلصة البيضاء.
- فيليه السمك بالأرز البسمتي.
- فيليه السمك بالخضروات.

## حول الفيلية
ويعد الأسماك لها فوائد كثيرة لا حصر لها لجسم الإنسان بفوائد عديدة، ويعتبر سمك الفيلية هو من أفضل أنواع الأطعمة والوجبات البحرية السريعة الغنية بالبروتين وقليلة الدهون في الوقت نفسه، وتتنوع الأسماك في أصنافها وطريقة إعدادها.